# Atheris nitschei
Atheris nitschei este o specie de șerpi din genul Atheris, familia Viperidae, descrisă de Gustav Tornier în anul 1902. Conform Catalogue of Life specia Atheris nitschei nu are subspecii cunoscute.